# ذخیره‌گاه طبیعی واشلوانی
ذخیره‌گاه طبیعی واشلوانی (به لاتین: Vashlovani Strict Nature Reserve) یک منطقه حفاظت‌شده در گرجستان است.